# Давід ді Томмазо
Давід ді Томмазо (фр. David Di Tommaso, нар. 6 жовтня 1979, Ешироль — пом. 29 листопада 2005, Утрехт) — французький футболіст, захисник.
Чемпіон Франції. Володар Суперкубка Нідерландів.

## Клубна кар'єра
У дорослому футболі дебютував 1998 року виступами за команду клубу «Монако», в якій провів два сезони, взявши участь у 14 матчах чемпіонату. 
Своєю грою за цю команду привернув увагу представників тренерського штабу клубу «Седан», до складу якого приєднався 2000 року. Відіграв за команду з Седана наступні чотири сезони своєї ігрової кар'єри.
У 2004 році приєднався до клубу «Утрехт».
29 листопада 2005 року помер на 27-му році життя у передмісті Утрехта. Причиною смерті стала зупинка серця уві сні.

## Вшанування пам'яті
Невдовзі після смерті гравця відразу два футбольні клуби вирішили вшанувати його пам'ять, вилучивши з обігу та довічно закріпивши за Ді Томаззо ігровий номер, під яким він грав у команді. «Утрехт» закріпив за гравцем №4, а його попередній клуб «Седан» — №29.
З 2006 року нагорода найкращому гравцеві сезону у складі «Утрехта» за версією вболівальників клубу носить назву «Трофей Ді Томаззо».

## Виступи за збірну
У 2002 році залучався до складу молодіжної збірної Франції. На молодіжному рівні зіграв у 5 офіційних матчах.

## Титули і досягнення
- Чемпіон Франції (1):

«Монако»:  1999–00
- Володар Суперкубка Нідерландів (1):

«Утрехт»:  2004